# Ham Seok-heon
Ham Seok-heon, né le 13 mars 1901 dans le village de Yongchon, dans l'actuelle Corée du Nord, et mort le 4 février 1989 à Séoul, est un penseur religieux, un historien et un journaliste indépendant coréen.
Voix importante de la défense des droits de l'homme et de la non-violence au XXe siècle en Asie, il a subi de nombreux emprisonnements pour ses convictions, sous les régimes japonais et soviétique, puis sous le général Park.
Il était formellement un quaker depuis 1962, mais il était également d'avis que toutes les religions sont une, se distinguant ainsi de la plupart des penseurs chrétiens.
On lui donna le surnom de « Gandhi coréen ».

## Biographie

### Études
Ham Seok-heon est né le 13 mars 1901 dans un village pauvre, Yongchon, province de Pyongan. Sa famille est chrétienne. Il entre en 1906 à l’école missionnaire élémentaire de Deok-il, presbytérienne.
En 1916, il est diplômé de Yang-si Public Elementary School. En 1919, alors jeune étudiant chrétien, il participe au mouvement de la Première marche pour l'indépendance, protestation contre l'occupation japonaise à l’occasion des funérailles du dernier empereur coréen, Kojong (고종). Le mouvement est durement réprimé et Ham Seok-heon doit quitter ses études et retourner dans son village d'origine. Suit une longue période de doutes et de dépression : christianisme ou socialisme ?
Étudiant en histoire au Tokyo Teacher's College dès 1923, Ham Seok-heon fait sa première expérience de la prison (durant les troubles entre Japonais et Coréens). Il rencontre en 1924 Kanzō Uchimura et participe à ses études bibliques. Uchimura est un critique et penseur religieux chrétien « hors église ».

### École de Ohsan
Après son diplôme en 1928, Ham Seok-heon retourne en Corée et enseigne l’histoire dix ans à la Ohsan Middle School, seule période de sa vie où il a un métier reconnu.
Soupçonné de marxisme-léninisme, il est arrêté en 1930 par les autorités japonaises. En 1934-1935, Korean History from a Christian Perspective, est publié dans le magazine Songso Choson (Bible Korea). Modifié et republié plus tard sous le titre Korean History from a Spiritual Perspective : Queen Of Suffering.

### Enseignements et résistance
En 1938, les autorités imposent l'emploi du japonais dans les écoles. Ham Seok-heon refuse et doit abandonner l'enseignement.
Avec la guerre, la répression se renforce et les éditeurs de Bible Korea sont emprisonnés en 1942. Ham Seok-heon passe un an en prison, il est encore arrêté quatre fois jusqu'en 1945. Au moment du départ des Japonais, il se trouve dans un rôle de leader national. Puis lorsque l'URSS prend le contrôle, il est nommé ministre de l'éducation de la province de  Pyongan. Mais on lui demande d'espionner les chefs religieux coréens. Son refus lui vaut un nouvel emprisonnement en 1946. Il décide de fuir en Corée du Sud.
Il établit les Lectures religieuses du dimanche et devient un auteur prolifique. Il est reconnu comme un maître religieux et son influence parmi l'intelligentsia et les étudiants se renforce. Simultanément, il est critiqué par les chefs religieux doctrinaires pour ses vues universalistes : on le traite d'hérétique. Il est influencé par les idées de Teilhard de Chardin.
Après la guerre de Corée (1953), Ham Seok-heon rencontre des quakers anglais et américains du Kunsan Friends' Service Unit qui ont apporté une aide aux réfugiés dans l'hôpital provincial. Il est très attiré par leur pacifisme et devient membre de la Société religieuse des Amis (quakers) en 1962.
Dès 1956, Ham Seok-heon publie ses pensées sur la politique et la religion dans le mensuel Sasang-gye (Thinking World). Sa critique de la corruption du gouvernement l'amène encore en prison en 1958, à l'âge de 57 ans. Il lance un magazine mensuel The Voice of the people (La voix du peuple, coréen 바보새함석헌, Ssial Sori ou Ssi-al üi sori) en 1970 qui a un rôle central dans la lutte pour la démocratie en Corée du Sud. Il parle ouvertement contre le régime dictatorial du général Park et conduit en parallèle des études publiques de la Bible, du quakerisme, ou de Lao Tseu.
En 1976, un groupe de douze dirigeants politiques et religieux, dont Ham Seok-heon, demande publiquement au gouvernement de restaurer les libertés politiques et au président Park Chung-hee de démissionner. Ham Seok-heon, âgé de 75 ans, est condamné à huit ans de prison, il est cependant placé en résidence surveillée, puis libéré après l'assassinat de Park en 1979.
Un nouveau coup d'État militaire suit rapidement, Ham Seok-heon est encore emprisonné et son journal Voice of the Ssi-Al est interdit.

### Décès
En 1988, Ham Seok-heon quitte son lit d'hôpital pour participer à la Seoul Assembly for a peaceful Olympiad. Il décède quatre mois plus tard, le 4 février 1989, à l’âge de 87 ans, à l'hôpital de Séoul.

### En coréen
- Les œuvres complètes de Ham Seok-heon ont été publiées entre 1985 et 1992, en vingt tomes, sous le titre Ham Sok Hon Chonjib par Hangilsa, Séoul.

### En anglais
- The Challenge of Korea, Pendle Hill, Philadelphia , 10 décembre 1962 – non publié.
- Kicked By God, traduit par David E. Ross, introduction par Douglas V. Steere, Wider Quaker Fellowship, Philadelphia, 1969, 19 p.
- Dialogue With Judas, The Friend, London, 1971, pp.373-375.
- Meditations at Pendle Hill - Dialogue, traduit par Kwahk Young-Do, Seoul Monthly Meeting (Quakers), 1984. [lire en ligne]
- Queen of Suffering: A Spiritual History of Korea, trad. E. Sang Yu, abrégé par John A. Sullivan, Friends World Committee for Consultation, Philadelphia, 1985, 187 p. [lire en ligne]
- An anthology of Ham Sok Hon, Ham Sok Hon Memorial Foundation, Samin, Seoul, 2001, 339 p.  (ISBN 8987519481)

## Distinctions
- Ham Seok-heon a été nommé par deux fois pour le Prix Nobel de la paix, en 1979 et 1985, par le American Friends Service Committee (Quakers).
- En 1963, il reçut le First Wol-Nam Press Prize du magazine Sasang-gye.
- En 1987, il reçut encore le First In-Chon Press Prize de Tong-A Newspaper Company, en reconnaissance pour la contribution de sa revue Voice of the Ssi-Al à la liberté de presse en Corée durant les périodes de dictature militaire.
- La République de Corée du Sud l'honore en 2000, comme figure de la culture nationale.

## Sources

### En ligne
- (en) Margaret Bacon, « Ham Sok Hon – an Interview », in Friends Journal, 1er décembre 1979 [lire en ligne]
- (en) Han Young Sang, « War is the Most Extreme Luxury - Quakers: The Voice of Ham Sok-Hon », 1984 [lire en ligne]
- (en) Sung Soo Kim, « Sok Hon Ham's Understanding of Taoism and Quakerism », University of Essex, 1994 [lire en ligne]

### En français
- Joe Heflin, « Le combat de Ham Sok Hon », Vie Quaker, no 310,‎ mars-avril 1976, p. 17-20 – D’après un texte de Ham Sok Hon